# Oscar de la Renta
Óscar de la Renta , egentlig Óscar Aristides Renta Fiallo (født 22. juli 1932 i Santiago de los Caballeros, Den Dominikanske Republik, død 20. oktober 2014) var en amerikansk tøjdesigner.
De la Renta begyndte som lærling hos Antonio Castillo og Cristóbal Balenciaga i Paris og gik sidenhen over til Elizabeth Arden i 1963. Efter to år hos Arden etablerede han sit eget modehus, der slog igennem med flamenco-inspireret tøj i stærke farver. Oscar de la Renta har desuden designet for huset Pierre Balmain. 